# Hans Scholz
Hans Scholz (* 20. Februar 1911 in Berlin; † 29. November 1988 ebenda) war ein deutscher Schriftsteller, Journalist und Maler.

## Leben
Hans Scholz, dessen Vater Justizrat war, besuchte in seiner Heimatstadt Berlin das Mommsen-Gymnasium, an dem er sein Abitur machte. Von 1930 bis 1935 studierte er an der Berliner Universität Kunstgeschichte. Während dieser Jahre spielte er nebenbei in einer Tanzkapelle Saxophon und erhielt eine malerische Ausbildung an einer staatlichen Kunstschule. Von 1935 bis 1951 war Scholz vorwiegend als Maler tätig; er wirkte während dieser Zeit von 1937 bis 1939 und erneut von 1946 bis 1950 als Lehrer an einer privaten Kunstschule. Eine Schülerin von Hans Scholz an der Privaten Kunstschule des Westens von Emmy Stalmann in Berlin-Charlottenburg war ab 1939 Ruth Baumgarte (1923–2013). Beide verband eine langjährige Freundschaft, was durch Briefe und Fotografien im Nachlass von Ruth Baumgarte nachgewiesen werden kann.
1955 erscheint von ihm der Erfolgsroman Am grünen Strand der Spree, der 1960 verfilmt wird und in der ARD ausgestrahlt wird. In der Serie wird erstmals ein Massenmord an der jüdischen Bevölkerung in der von den Deutschen besetzten Sowjetunion gezeigt. Die Ausstrahlung wurde von Forschern als „Bruch des kollektiven Schweigens“ eingestuft. Wie Reminiszenzen an ihre langjährige Freundschaft erscheinen Personen in dem Roman, die Hans Scholz mit „Ruth“ oder auch mit dem Namen ihres ersten Mannes „Busse“ benennt.1939 absolvierte er an der Preußischen Akademie der Künste einen Kurs als Meisterschüler bei dem Maler Ferdinand Spiegel. Am Zweiten Weltkrieg nahm Scholz von 1940 bis 1945 teil, anfangs als Kraftfahrer, später als Offizier bei einer Gebirgsdivision. 1945 geriet er in Gefangenschaft.
Nach der Entlassung aus der Kriegsgefangenschaft arbeitete Hans Scholz 1948/49 als Innenarchitekt für die sowjetische Militärverwaltung in Berlin-Karlshorst. Von 1950 bis 1954 war er Dozent für Kunstgeschichte an einer Volkshochschule, daneben schrieb er Drehbücher für Werbe- und Dokumentarfilme. Sein literarisches Debüt Am grünen Strand der Spree entwickelte sich zu einem der großen Verkaufserfolge der 1950er Jahre; Scholz verlegte den Schwerpunkt seiner Arbeit in den nächsten Jahren auf die Literatur. Er lieferte zahlreiche Beiträge für Hörfunk, Fernsehen und Zeitungen. Von 1963 bis 1976 war er neben Heinz Ohff Chef des Feuilletons der Berliner Tageszeitung Der Tagesspiegel. In den letzten beiden Jahrzehnten seines Lebens widmete er sich wieder verstärkt der Malerei.

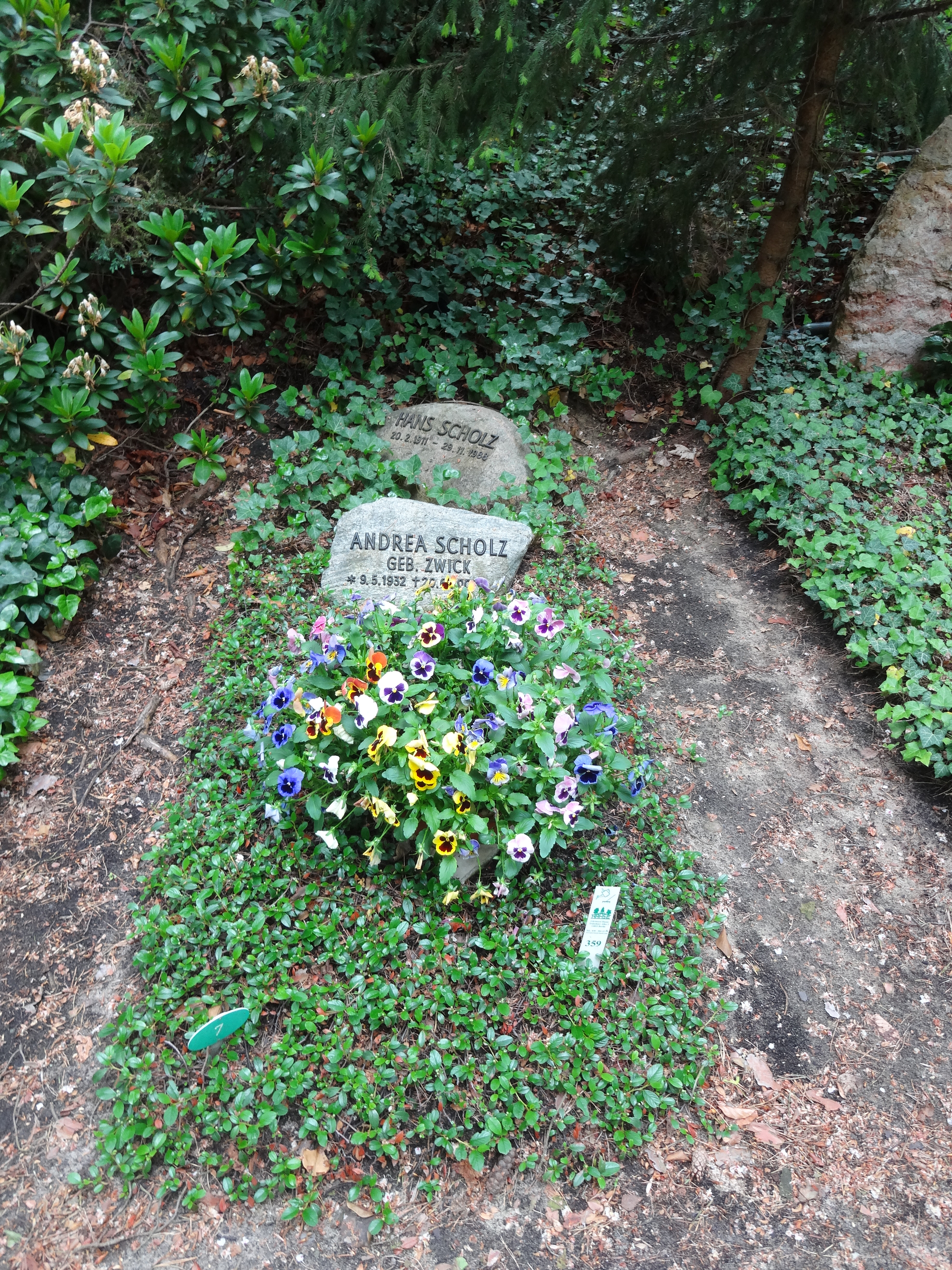
Grab von Hans Scholz auf dem Friedhof Heerstraße in Berlin-Westend

Hans Scholz, der seit 1961 Mitglied des PEN-Zentrums der Bundesrepublik Deutschland, seit 1963 der Berliner Akademie der Künste und seit 1968 der Deutschen Akademie für Sprache und Dichtung in Darmstadt war, erhielt 1956 den Berliner Fontane-Preis, 1960 den Heinrich-Stahl-Preis und 1981 den Professorentitel ehrenhalber.
Hans Scholz starb Ende November 1988 im Alter von 77 Jahren in Berlin. Sein Grab befindet sich auf dem landeseigenen Friedhof Heerstraße in Berlin-Westend (Grablage: 5-C-7).

## Werke
- Am grünen Strand der Spree – So gut wie ein Roman, Hamburg 1955
- Schkola, München 1958
- Berlin, Köln 1959 (zusammen mit Chargesheimer)
- Berlin, jetzt freue dich!, Hamburg 1960
- Berlin für Anfänger, Zürich 1961
- An Havel, Spree und Oder, Hamburg 1962
- Der Prinz Kaspar Hauser, Hamburg 1964
- Vöglein singe mir was Schönes vor, Gütersloh 1965 (zusammen mit Heinz Ohff)
- Berlin, Berlin 1968 (zusammen mit Max Jacoby)
- Süd-Ost hin und zurück, Hamburg 1970, ISBN 3-455-06768-9
- Wanderungen und Fahrten in der Mark Brandenburg, Berlin, ISBN 3-87776-516-5
  - 1 (1973)
  - 2 (1974)
  - 3 (1975)
  - 4 (1976)
  - 5 (1977)
  - 6 (1978)
  - 7 (1979)
  - 8 (1980)
  - 9 (1983)
  - 10 (1984)
- Bilder aus der Mark Brandenburg, Berlin 1975 (zusammen mit Klaus Lehnartz), ISBN 3-87776-531-9
- Berlin, München 1977
- Theodor Fontane, München 1978

## Herausgeberschaft
- Vöglein singe mir was Schönes. Dokumente aus Kindertagen (zusammen mit Heinz Ohff). Sigbert Mohn Verlag, Gütersloh 1965.
- Eine Sprache, viele Zungen (zusammen mit Heinz Ohff). Sigbert Mohn Verlag, Gütersloh 1966.

## Filmografie

### Romanverfilmung
- 1960: Am grünen Strand der Spree (Fünfteiliger Fernsehfilm) – Regie: Fritz Umgelter

### Regiearbeiten
- 1953: Budenzauber – Autoren: Wolfgang Müller; Klaus Günter Neumann (Fernsehen)
- 1953: Straßenbummel – Autor: Günter Neumann (Fernsehen)
- 1953: Globetrotteleien (Fernsehen)
- 1953: Was nicht im Baedecker steht: Bitte, einsteigen zu Käses Rundfahrt! – Autor: Günter Neumann (Fernsehen)
- 1953: Selbst ist der Mann – Autor: Klaus Günter Neumann (Fernsehen)
- 1953: Den Ku’damm ‚rauf und runter‘ – Autor: Günter Neumann (Fernsehen)
- 1953: Karl III. und Anna von Österreich – Autor: Manfried Rössner; Regie gemeinsam mit Curt Goetz-Pflug (Fernsehfilm)
- 1953: Ach, du liebe Freiheit – Autor und zweiter Regisseur: Harald Philipp (Fernsehen)
- 1954: Die Fuchsjagd (Fernsehregie) – Autorin: Agatha Christie; Theaterregie: Werner Simon
- 1954: ne schöne Bescherung – Regieassistent von Reinhard Elsner (Fernsehen)
- 1955: Die 10 war ihr Schicksal – Autoren: Jo Herbst; Rolf Ulrich (Fernsehen)
- 1955: Wer will noch mal … – Autor: Günter Neumann (Fernsehen)
- 1956: Ein Mann für Jenny (Fernsehregie) – Autor: William Douglas-Home; Theaterregie: Peter Preses

## Hörspiele

### Als Autor und Sprecher
- 1956: Am grünen Strand der Spree (5 Teile) (auch Sprecher) – Regie: Gert Westphal (SWF)
- 1957: Der Bericht des Jürgen Wilms (Aus dem ersten Teil von Am grünen Strand der Spree ohne Rahmenhandlung) – Regie: Gert Westphal
- 1958: Zeichen und Ziffern – Ein Bericht in Briefen über Israel (Sprecher: N. N.) – Regie: Gert Westphal (SWF)
- 1958: Remontons le Kurfürstendamm. Die Geschichte einer Weltstadtstraße (Sprecher: N. N.) – Regie: Hanns Korngiebel (RIAS)
- 1958: Kaspar Hauser – Regie: Gert Westphal (SWF/BR)
- 1959: Brandenburger Tor (auch Sprecher) – Regie: Gert Westphal (RIAS/SWF/RB)
- 1959: Potsdam – Konturen einer Stadt (auch Sprecher) – Regie: Hanns Korngiebel (RIAS)
- 1959: Berlin und Samuel Fischer – Schicksalsbilder im Wandel einer Weltstadt (gemeinsam mit Friedrich Luft) – Regie: Hanns Korngiebel (RIAS)
- 1961: Rund um Krolls Etablissement (auch Sprecher) – Regie: Hermann Schindler (RIAS)
- 1962: Frankfurt an der Oder – Aus der Geschichte der Tochterstadt Berlins (auch Sprecher) – Regie: Gert Westphal (RIAS)
- 1969: Dein berühmter Bruder, den keiner kennt – Theodor Fontane: Ein Franzose aus Neuruppin – Regie: Gert Westphal (RIAS)

### Nur als Sprecher
- 1949: Ein weiter Weg – Bearbeitung und Regie: Hanns Korngiebel (RIAS)
- 1957: Die Iden des März – Regie: Gert Westphal (NDR)
- 1979: Der Experte. Kunst und Kanone: die zwiefachen Fähigkeiten des Dr. Jonathan Hemlock – Komposition und Regie: Friedrich Scholz (RIAS)